# Direction de l'Administration pénitentiaire
Pour les articles homonymes, voir DAP.

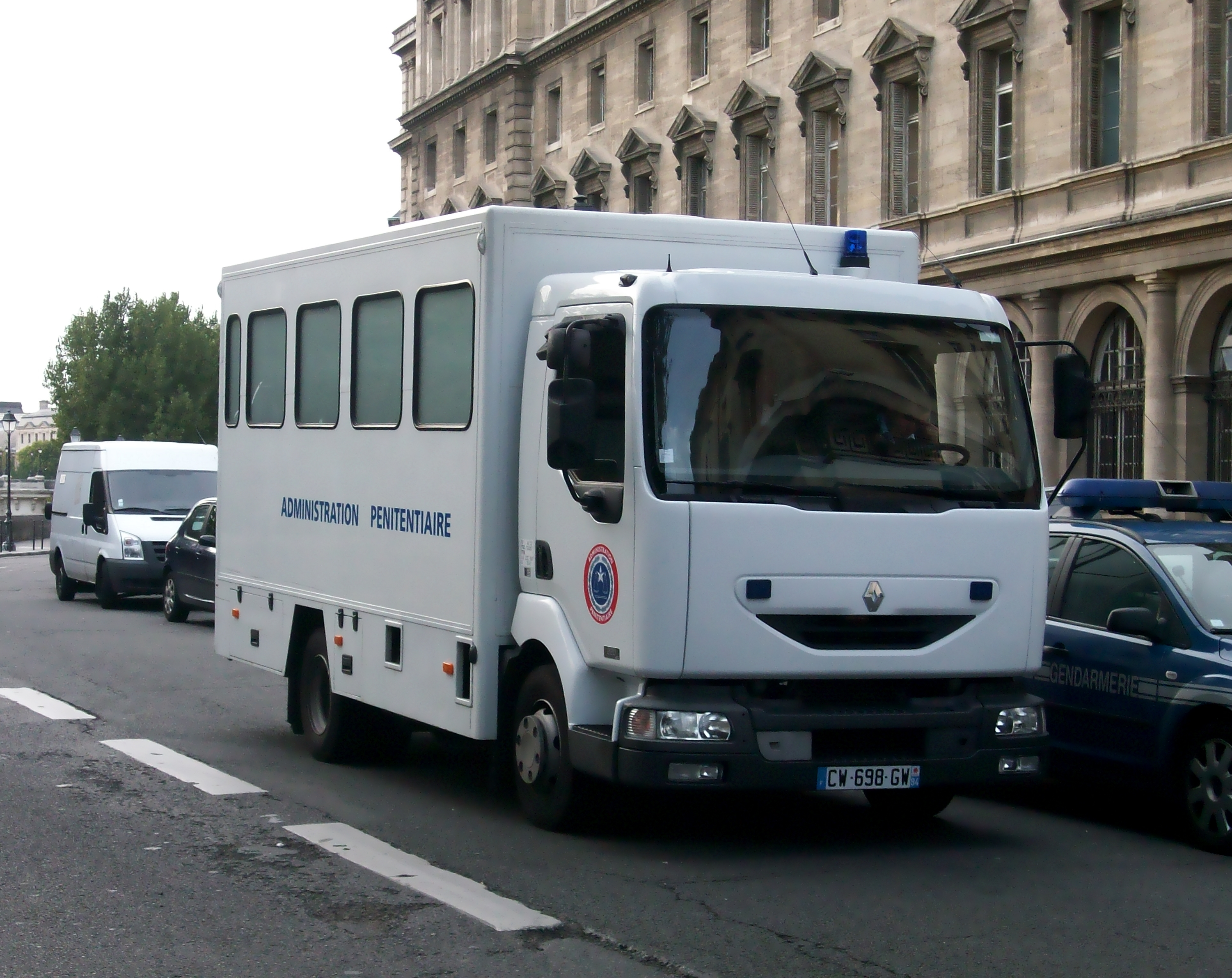
Renault Midlum utilisé comme fourgon cellulaire. Le logo de l'Administration pénitentiaire est visible sur la portière.

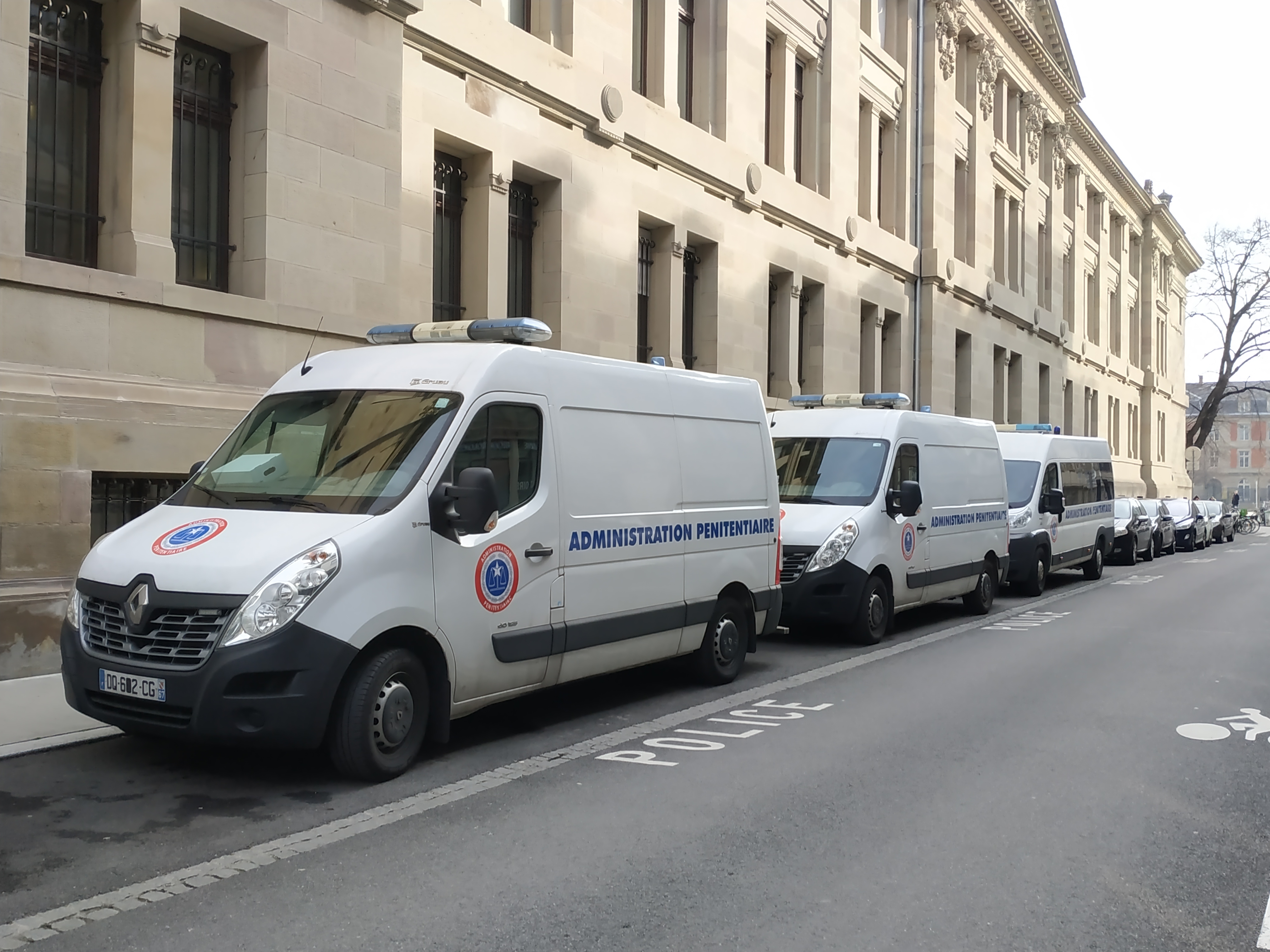
Plusieurs fourgons de l'administration pénitentiaire près du Tribunal de Strasbourg.

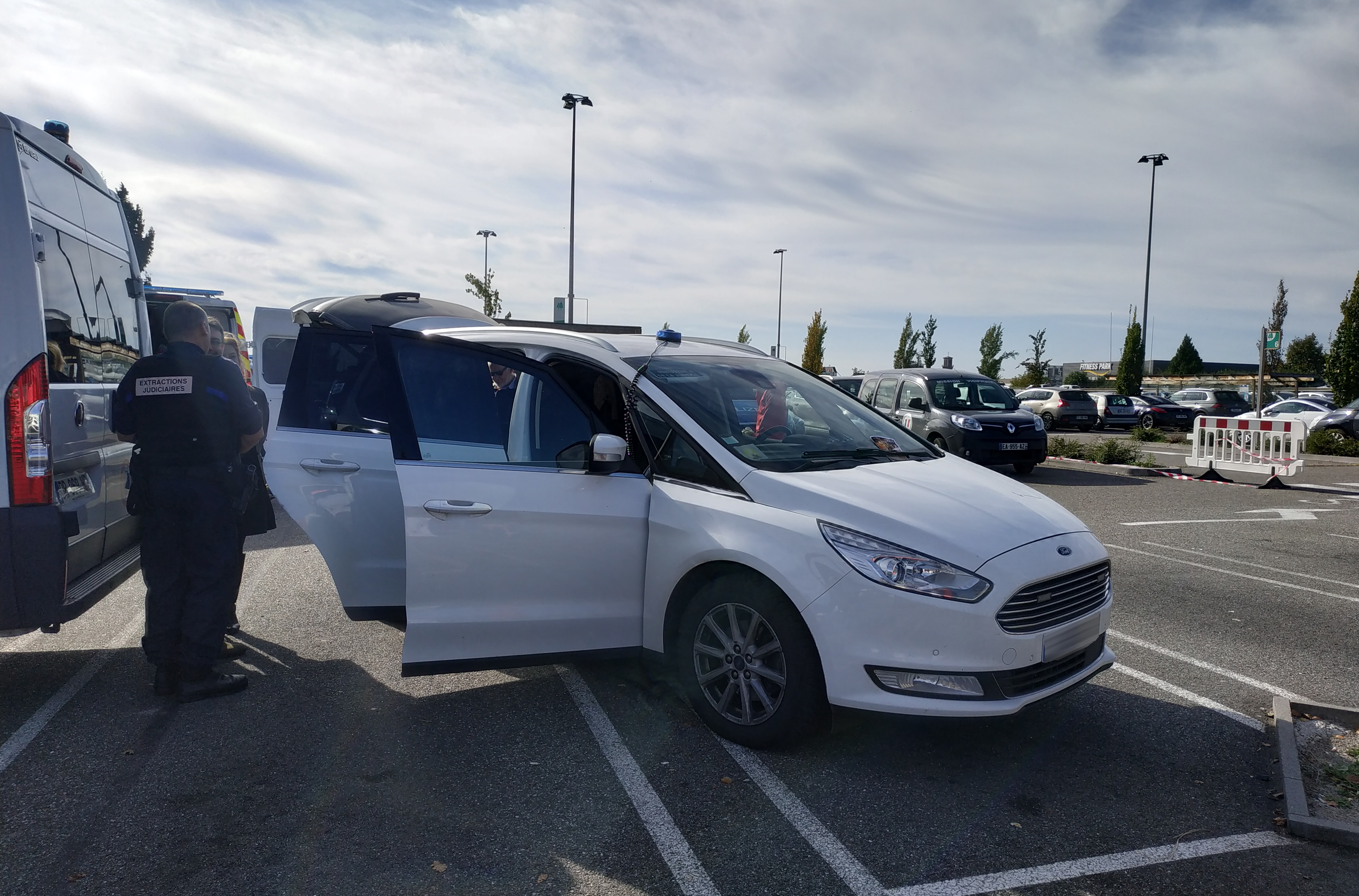
Véhicule destiné aux extractions judiciaires.

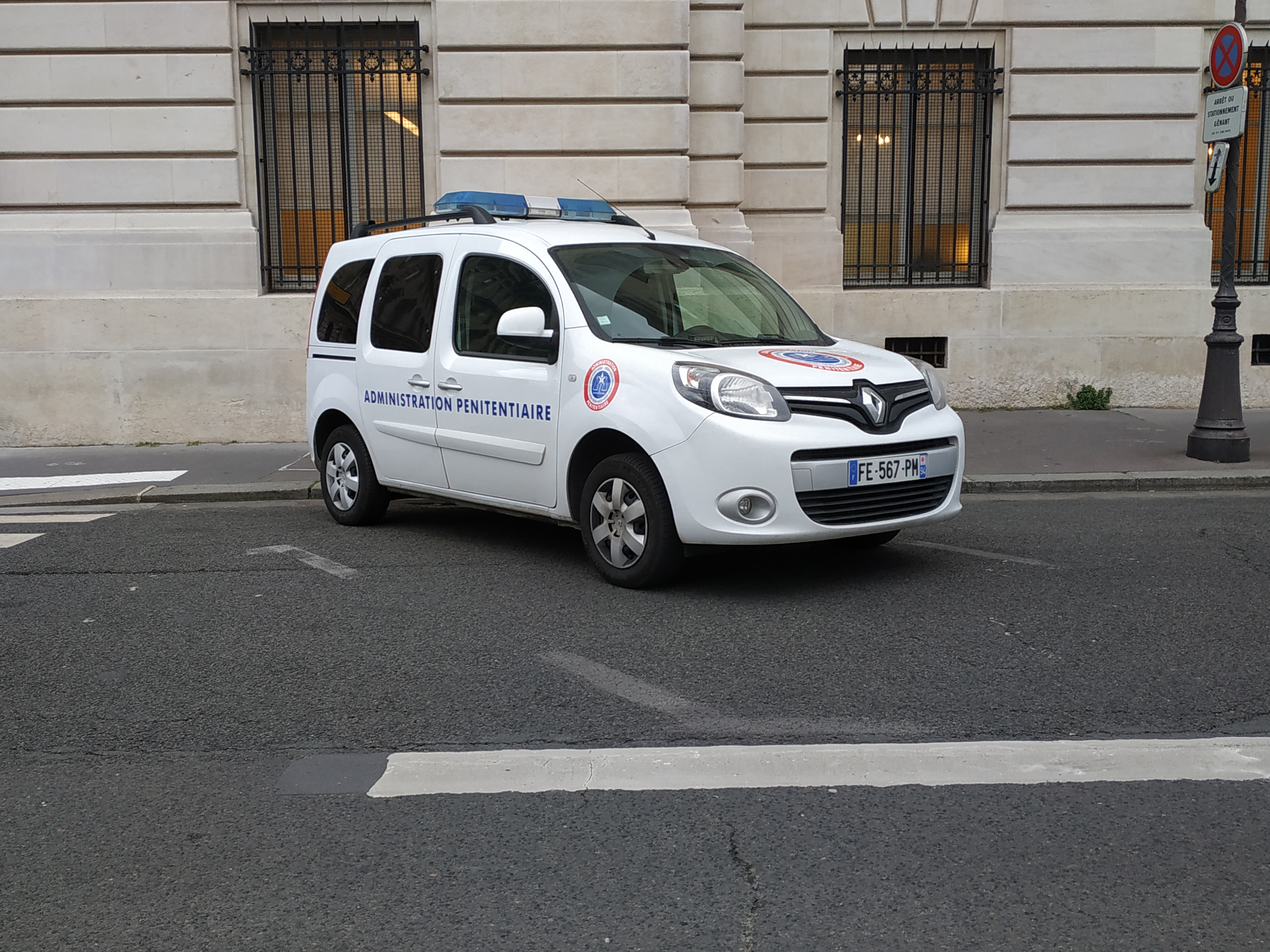
Véhicule léger de l'administration.

La direction de l'Administration pénitentiaire (DAP) est l'une des directions du ministère de la Justice français, chargée de l'administration pénitentiaire. Héritière de l'administration des prisons créée à la Révolution française, d'abord rattachée au ministère de l'Intérieur en 1795, elle est placée sous l'autorité du garde des Sceaux, ministre de la Justice depuis 1911. 
Son directeur est nommé par décret en Conseil des ministres, sur proposition du garde des Sceaux. Depuis le 8 avril 2024, Sébastien Cauwel, administrateur de l'État, est directeur de l'Administration pénitentiaire. 
La direction de l'Administration pénitentiaire se compose de :
- Une administration centrale ;
- Des services déconcentrés :
  - Les directions interrégionales des services pénitentiaires (DISP) ;
  - Les établissements pénitentiaires ;
  - Les services pénitentiaires d'insertion et de probation (SPIP) ;
- Un service à compétence nationale, le service national du renseignement pénitentiaire (SNRP), issu de la transformation d'un bureau créé en 2004 au lendemain des attentats de Madrid[1] ;
- Un établissement public administratif chargé de la formation de tous les personnels pénitentiaires, l'École nationale d'administration pénitentiaire (Énap).

L'Agence du travail d'intérêt général et de l'insertion professionnelle des personnes placées sous main de justice (ATIGIP), service à compétence nationale créé en 2018, est rattachée sur le plan administratif et financier à la direction de l'Administration pénitentiaire mais relève directement, pour les orientations stratégiques, du ministre de la Justice.

## Administration centrale
L'administration centrale est le lieu où la politique pénitentiaire est élaborée et où les moyens des directions interrégionales sont harmonisés. Entre 2008 et 2015, son organisation est fixée par l'arrêté du 9 juillet 2008, qui prévoit une inspection, un service et quatre sous-directions.
Depuis le 15 juin 2019, l'administration centrale est régie par l'arrêté du 29 mai 2019. Elle se compose de deux services principaux, subdivisés en sous-directions, départements et bureaux :
- Service des métiers
  - Sous-direction de la sécurité pénitentiaire
    - Bureau de la prévention des risques (SP1)
    - Bureau de la gestion des détentions (SP2)
    - Bureau des équipes de sécurité pénitentiaire (SP3)

  - Sous-direction de l'insertion et de la probation
    - Département des parcours de peines (IP1)
    - Département des politiques sociales et des partenariats (IP2)

  - Mission de lutte contre la radicalisation violente
- Service de l'administration
  - Sous-direction des ressources humaines et des relations sociales
    - Bureau du recrutement et de la formation des personnels (RH1)
    - Bureau des affaires statutaires et de l'organisation du dialogue social (RH2)
    - Bureau de la gestion prévisionnelle des effectifs, des emplois et des crédits de personnel (RH3)
    - Bureau de la gestion des personnels (RH4)
    - Bureau de la gestion personnalisée des corps de direction (RH5)
    - Mission de la performance et de la qualité de la gestion des ressources humaines

  - Sous-direction du pilotage et du soutien des services
    - Bureau de la synthèse (PS1)
    - Bureau de la gestion déléguée (PS2)
    - Bureau de l'immobilier (PS3)
    - Bureau des systèmes d'information (PS4)
    - Bureau de la performance (PS5)
    - Mission ouverture des nouveaux établissements

  - Sous-direction de l'expertise
    - Bureau de l'organisation et de la qualité de vie au travail (EX1)
    - Bureau de l'expertise juridique (EX2)
    - Bureau de la donnée (EX3)
    - Laboratoire de recherche et d'innovation (EX4)

  - Pôle de soutien de l'administration centrale.

Le directeur de l'Administration pénitentiaire dispose également de services qui lui sont directement rattachés :
- Le cabinet de la direction de l'Administration pénitentiaire ;
- Le département de la communication ;
- La mission de contrôle interne (dirigée par Sophie Bleuet) ;
- Le service national du renseignement pénitentiaire (SNRP).

## Directions interrégionales des services pénitentiaires
Il existe dix directions interrégionales des services pénitentiaires (DISP) chargées du pilotage des politiques pénitentiaires au niveau local et de la gestion des moyens généraux et des unités « support » communs aux différents établissements pénitentiaires et services pénitentiaires d'insertion et de probation :
- Direction interrégionale des services pénitentiaires de Paris
- Direction interrégionale des services pénitentiaires de Bordeaux
- Direction interrégionale des services pénitentiaires de Dijon
- Direction interrégionale des services pénitentiaires de Lille
- Direction interrégionale des services pénitentiaires de Lyon
- Direction interrégionale des services pénitentiaires de Marseille
- Direction interrégionale des services pénitentiaires de Rennes
- Direction interrégionale des services pénitentiaires de Strasbourg
- Direction interrégionale des services pénitentiaires de Toulouse
- Direction des services pénitentiaires d'outre-mer.

## Liste des directeurs de l'Administration pénitentiaire

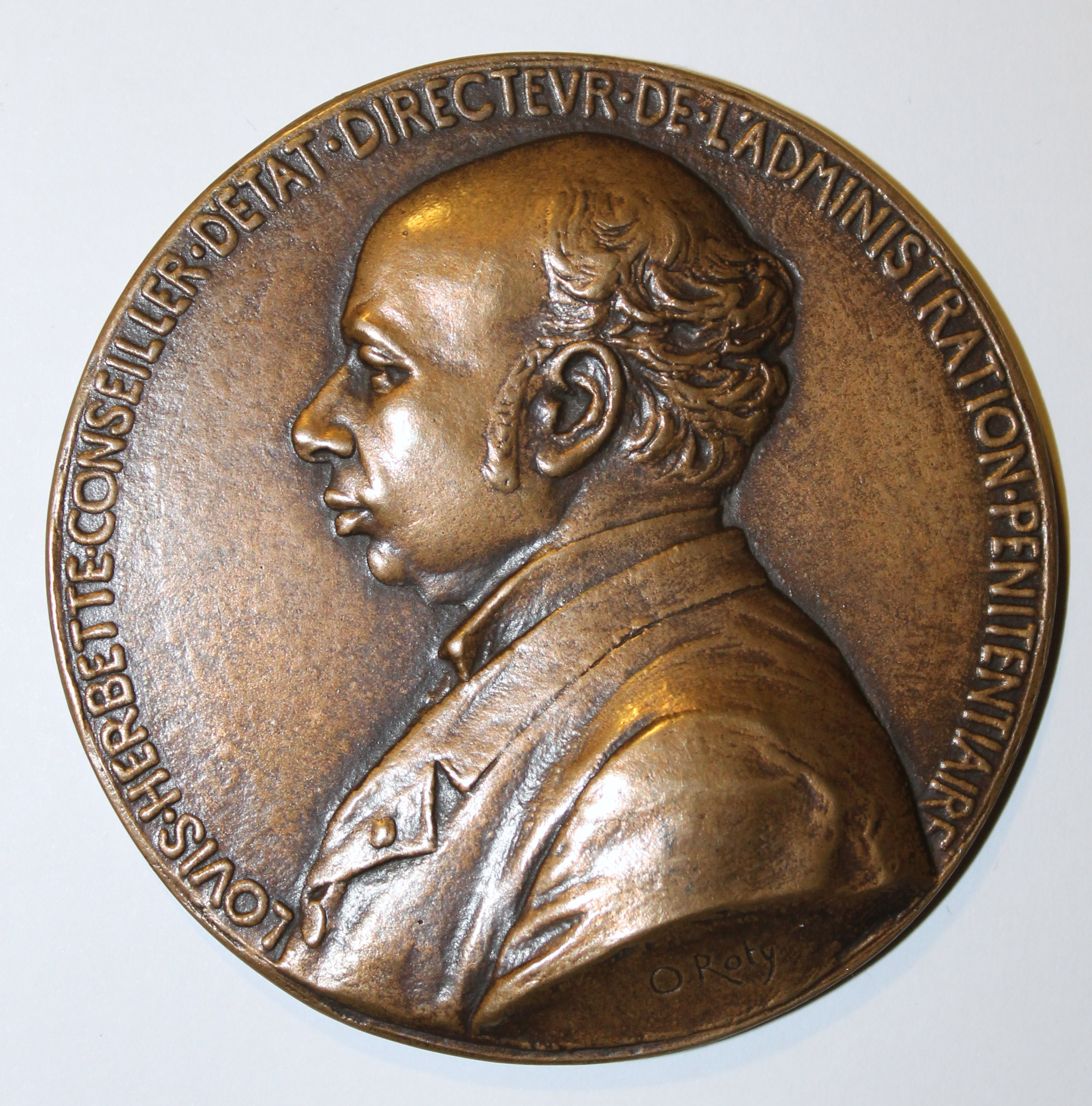
Médaille à l'effigie de Louis Herbette, directeur de l'Administration pénitentiaire, réalisée par le graveur Oscar Roty, éditée à l'occasion de l'exposition pénitentiaire organisée dans le cadre de l'Exposition universelle de Paris de 1889.

Les directeurs de l'Administration pénitentiaire sont successivement :
| Directeur                             | Décret de nomination                  | Décret de nomination                  | Origine                                                                                            |
| Rattachés au ministère de l'Intérieur | Rattachés au ministère de l'Intérieur | Rattachés au ministère de l'Intérieur | Rattachés au ministère de l'Intérieur                                                              |
| ------------------------------------- | ------------------------------------- | ------------------------------------- | -------------------------------------------------------------------------------------------------- |
| Louis Perrot                          | 9 janvier 1858                        |                                       | inspecteur général des prisons                                                                     |
| François-Alphonse Dupuy               | 22 juin 1863                          |                                       | inspecteur général des prisons                                                                     |
| Jules Jaillant                        | 18 novembre 1871                      |                                       | inspecteur général des prisons                                                                     |
| Albert Choppin                        | 15 octobre 1875                       |                                       | préfet                                                                                             |
| Émile-Honoré Cazelles                 | 13 novembre 1879                      |                                       | préfet                                                                                             |
| Pierre Michon                         | 26 août 1880                          |                                       | inspecteur général des prisons                                                                     |
| Louis Herbette                        | 13 juin 1882                          |                                       | conseiller d'État                                                                                  |
| Antoine Lagarde                       | 6 mai 1891                            |                                       | préfet                                                                                             |
| Fernand Duflos                        | 17 mars 1893                          |                                       | préfet                                                                                             |
| Périclès Grimanelli                   | 22 juillet 1901                       |                                       | préfet                                                                                             |
| Abraham Schrameck                     | 20 juillet 1907                       |                                       | préfet                                                                                             |
| Rattachés au ministère de la Justice  |                                       |                                       | |
| César Just                            | 24 octobre 1911                       |                                       | préfet                                                                                             |
| Élisée Becq                           | 7 avril 1917                          |                                       | conseiller d'État                                                                                  |
| David Dautresme                       | 5 octobre 1919                        |                                       | préfet                                                                                             |
| Léon Fleys                            | 14 mai 1921                           |                                       | magistrat                                                                                          |
| Eugène Leroux                         | 22 novembre 1922                      |                                       | conseiller d'État                                                                                  |
| Henry Mouton                          | 23 novembre 1926                      |                                       | conseiller d'État                                                                                  |
| Georges Rateau                        | 1er mai 1930                          |                                       | magistrat                                                                                          |
| Louis Sergent                         | 25 octobre 1930                       |                                       | magistrat                                                                                          |
| Paul Leclerc                          | 1er juin 1934                         |                                       | magistrat                                                                                          |
| Mainfroid Andrieu                     | 16 octobre 1935                       |                                       | préfet                                                                                             |
| Armand Estève                         | 1er novembre 1937                     |                                       | magistrat                                                                                          |
| Armand Camboulives                    | 6 juin 1939 au 5 septembre 1940       |                                       | magistrat                                                                                          |
| Paul Amor                             | 30 septembre 1944                     |                                       | magistrat                                                                                          |
| Eugène Turquey                        | 8 octobre 1947                        |                                       | magistrat                                                                                          |
| Charles Germain                       | 11 février 1948                       |                                       | magistrat                                                                                          |
| André Touren                          | 1er décembre 1954                     |                                       | magistrat                                                                                          |
| Robert Lhez                           | 23 janvier 1957                       | [ JORF 1 ]                            | magistrat                                                                                          |
| Pierre Orvain                         | 2 décembre 1959                       |                                       | magistrat                                                                                          |
| Robert Schmelck                       | 6 novembre 1961                       | [ JORF 2 ]                            | magistrat                                                                                          |
| Raymond Morice                        | 16 juillet 1964                       | [ JORF 3 ]                            | préfet                                                                                             |
| Maurice Le Corno                      | 12 janvier 1968                       | [ JORF 4 ]                            | préfet                                                                                             |
| Georges Beljean                       | 15 juin 1973                          | [ JORF 5 ]                            | magistrat                                                                                          |
| Jacques Mégret                        | 6 septembre 1974                      | [ JORF 6 ]                            | conseiller d'État                                                                                  |
| Pierre Aymard                         | 13 octobre 1976                       | [ JORF 7 ]                            | conseiller maître à la Cour des comptes                                                            |
| Christian Dablanc                     | 22 mai 1978                           | [ JORF 8 ]                            | préfet                                                                                             |
| Ivan Zakine                           | 16 juillet 1981                       | [ JORF 9 ]                            | magistrat                                                                                          |
| Myriam Bader-Ezratty                  | 18 avril 1983                         | [ JORF 10 ]                           | magistrate                                                                                         |
| Arsène Lux                            | 5 juillet 1986                        | [ JORF 11 ]                           | préfet                                                                                             |
| François Bonnelle                     | 27 août 1987                          | [ JORF 12 ]                           | préfet                                                                                             |
| Jean-Pierre Dintilhac                 | 26 octobre 1988                       | [ JORF 13 ]                           | magistrat                                                                                          |
| Jean-Claude Karsenty                  | 24 octobre 1990                       | [ JORF 14 ]                           | inspecteur général de l'administration                                                             |
| Bernard Prévost                       | 10 juin 1993                          | [ JORF 15 ]                           | préfet                                                                                             |
| Gilbert Azibert                       | 11 janvier 1996                       | [ JORF 16 ]                           | magistrat                                                                                          |
| Martine Viallet                       | 12 mars 1999                          | [ JORF 17 ]                           | administratrice civile                                                                             |
| Didier Lallement                      | 29 août 2001                          | [ JORF 18 ]                           | préfet                                                                                             |
| Patrice Molle                         | 9 janvier 2004                        | [ JORF 19 ]                           | préfet                                                                                             |
| Claude d'Harcourt                     | 9 décembre 2005                       | [ JORF 20 ]                           | préfet                                                                                             |
| Jean-Amédée Lathoud                   | 7 janvier 2010                        | [ JORF 21 ]                           | magistrat                                                                                          |
| Henri Masse                           | 3 juin 2011                           | [ JORF 22 ]                           | préfet                                                                                             |
| Isabelle Gorce                        | 5 août 2013                           | [ JORF 23 ]                           | magistrate                                                                                         |
| Philippe Galli                        | 8 septembre 2016                      | [ JORF 24 ]                           | préfet                                                                                             |
| Stéphane Bredin                       | 2 août 2017                           | [ JORF 25 ]                           | conseiller référendaire à la Cour des comptes                                                      |
| Laurent Ridel                         | 8 mars 2021                           | [ JORF 26 ]                           | directeur des services pénitentiaires, directeur interrégional des services pénitentiaires de Pars |
| Sébastien Cauwel                      | 8 avril 2024                          | [ JORF 27 ]                           | administrateur de l'État, directeur de l'École nationale d'administration pénitentiaire            |

### Administrations équivalentes
- Bureau fédéral des prisons aux États-Unis
- Service correctionnel Canada
- Northern Ireland Prison Service en Irlande du Nord